# ميتشيل راو
ميتشيل راو (3 أبريل 1997 - ) (بالإنجليزية: Mitchell Rao)‏ هو لاعب كريكت بريطاني.

## وصلات خارجية
- ميتشيل راو على موقع إي آس بي آن كريك إنفو (الإنجليزية)